# The Blue Hour (film, 2007)
Pour plus de détails, voir Fiche technique et Distribution.
The Blue Hour est un film américain réalisé et écrit par Eric Nazarian en 2007.
Le film a été présenté pour la première fois au festival international de Saint-Sébastien en 2007.

## Synopsis
Le film se déroule à Los Angeles et suit l'histoire de quatre étrangers dont les vies s'entrecroisent et qui sont inconscients des liens qui les unissent.

## Fiche technique
- Réalisation : Eric Nazarian
- Scénario : Eric Nazarian
- Durée :
- Date de sortie : 2007

## Distribution
- Alyssa Milano : Allegra
- Yorick van Wageningen : Avo
- Emily Rios : Happy
- Derrick O'Connor : Humphrey
- Clarence Williams III : Ridley
- Paul Dillon : Sal
- Sophia Malki : Heidi
- Rachel Miner : Julie
- Sarah Jones : Ethel jeune
- Eric Burdon : chanteur du bar